# Homalopetalum pumilum
Homalopetalum pumilum är en orkidéart som först beskrevs av Oakes Ames, och fick sitt nu gällande namn av Robert Louis Dressler. Homalopetalum pumilum ingår i släktet Homalopetalum och familjen orkidéer. Inga underarter finns listade i Catalogue of Life.